# .info
.info je generička internetska domena. Dodjeljuje se uglavnom internetskim stranicama informativnog sadržaja, a dopušteno ju je koristiti i u druge svrhe i može ju zakupiti svaka osoba ili organizacija. Nastala je, kao sedma po redu najviša internet domena, 2003. godine. Statistike tvrde da je bila najuspješnija internet domena jer je za samo 4 godine, do 2007., zakupljeno preko 4 milijuna domena sa .info nastavkom.

## Vanjske poveznice
- Popis najviših domena, na iana.org
- .info Registry Agreement with ICANN
- Domebase, stranica s komentarima i studijama u vezi pokretanja .info